# Nycticorax nycticorax
La nitticora (Nycticorax nycticorax Linnaeus, 1758) è un uccello appartenente alla famiglia degli Ardeidi.

## Descrizione

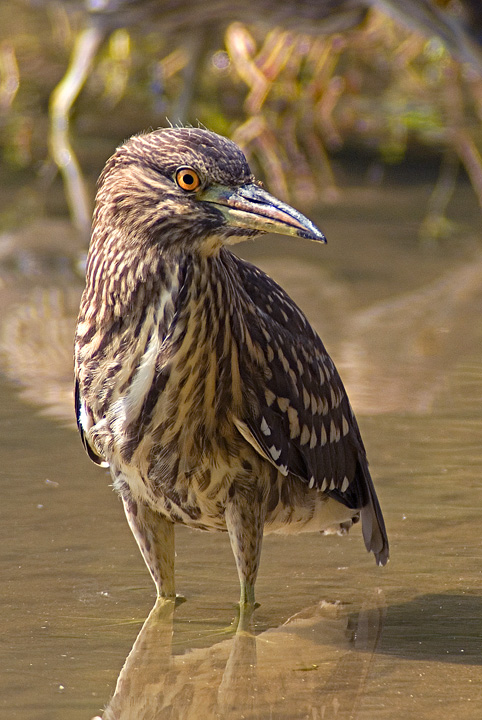
Giovane di nitticora

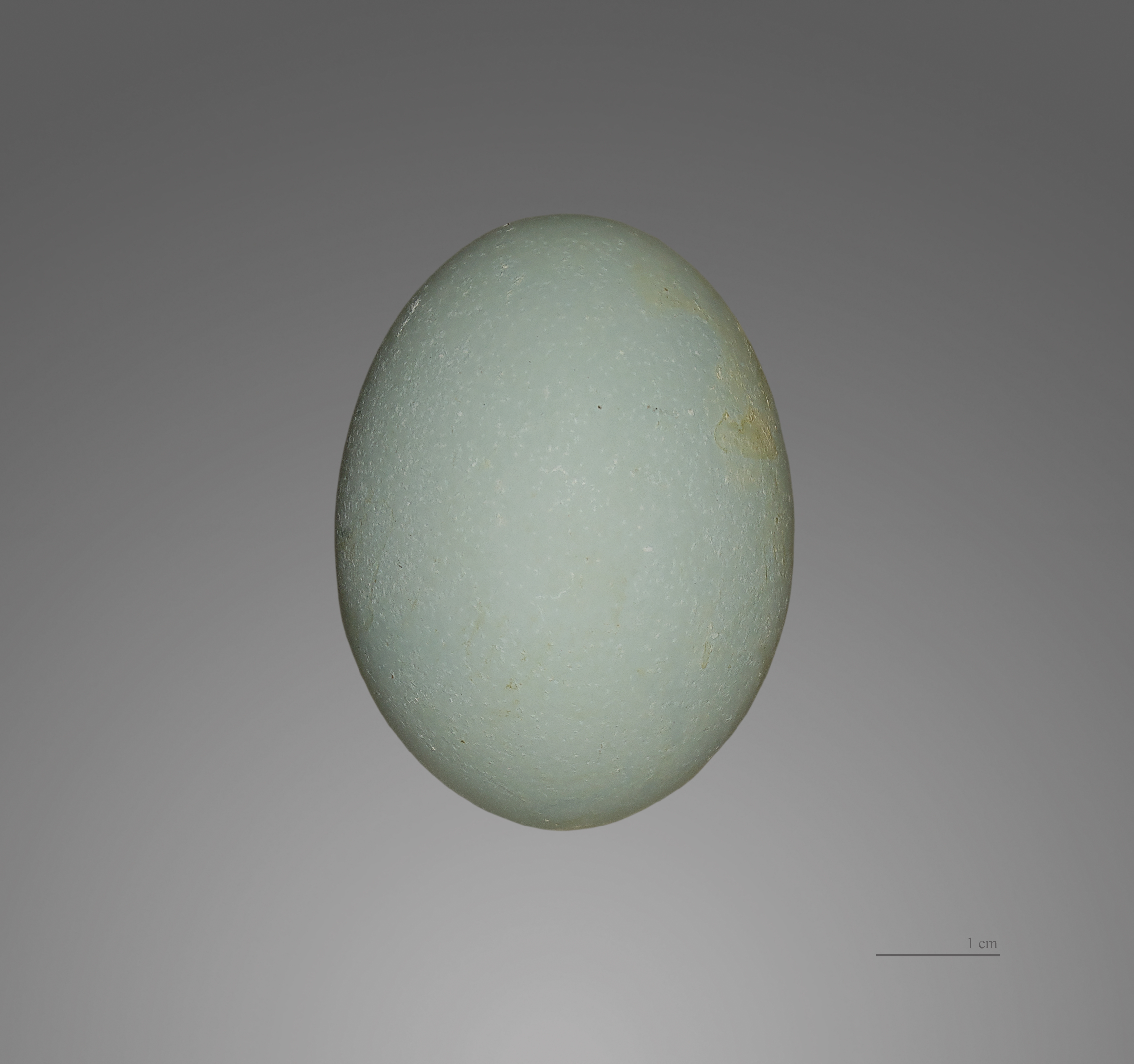
Campione museale di uovo di Nycticorax nycticorax

È un airone di medie dimensioni di colore bianco, caratterizzato da un collo corto. Il dorso è grigio, così come la testa. Le ali sono grigiastre, più chiare rispetto al dorso. Spicca l'occhio di un color rosso molto acceso. Le zampe sono relativamente corte, gialle ed il becco è nero.
Le dimensioni di un esemplare adulto possono andare dai 58 fino ai 65 cm di grandezza ed il peso è compreso tra 727 e 1014 g.
Nello stadio giovanile il colore del corpo è molto più uniforme, marrone ambrato e macchiettato di bianco. Inoltre, l'occhio è di color giallo-arancione.
L'apertura alare supera solitamente il metro di ampiezza.

## Biologia
Si tratta di una specie migratrice, gregaria. Nidifica in colonie molto numerose, composte anche da centinaia di individui, e spesso condivide le garzaie con altre specie di aironi, per lo più garzette. La femmina depone 3-5 uova, covate da entrambi i genitori per 26-27 giorni. I piccoli vengono accuditi dai genitori per le prime due settimane, al termine delle quali sono in grado di prendere il volo e nutrirsi autonomamente.

### Alimentazione
L'alimentazione è costituita da piccoli pesci, anfibi, vermi, larve di insetti, girini, rettili e piccoli mammiferi. Caccia generalmente in acque poco profonde afferrando la preda con il suo forte becco. In inglese è chiamato "night heron" per l'abitudine a cacciare anche di notte evitando così la competizione di altre specie di ardeidi.

## Distribuzione e habitat
È presente in tutti i continenti tranne in Oceania; in Europa in particolare ha un areale molto frammentato ma più accurato. In Italia sono presenti popolazioni in Sardegna e in Pianura Padana: svernante nella Pianura orientale mentre è migratrice e nidificante in Pianura occidentale (Lombardia e Piemonte). Frequenta zone paludose, fiumi, torrenti, risaie e le rive di piccoli laghi, possibilmente con ampia vegetazione e in prossimità di boschi.
In Italia sono presenti qualche decina di migliaia di esemplari contenute in un areale alquanto ristretto, pertanto resta una specie da proteggere e preservare.

## Galleria d'immagini

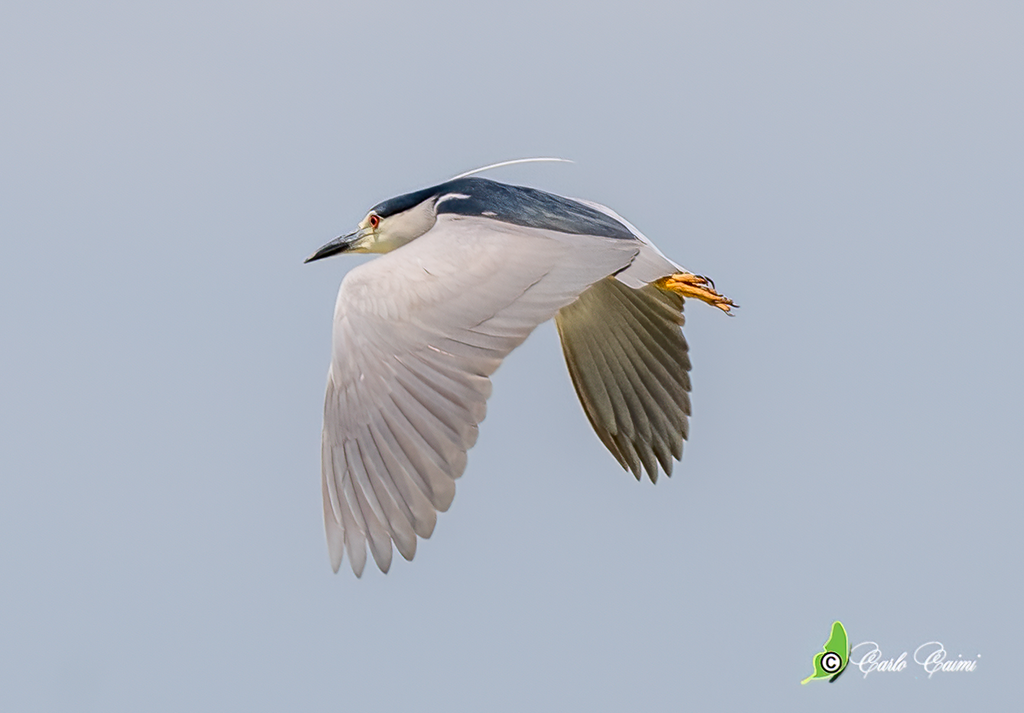
Nitticora (Nycticorax nycticorax) 1-Piemonte, Casalbeltrame (NO)

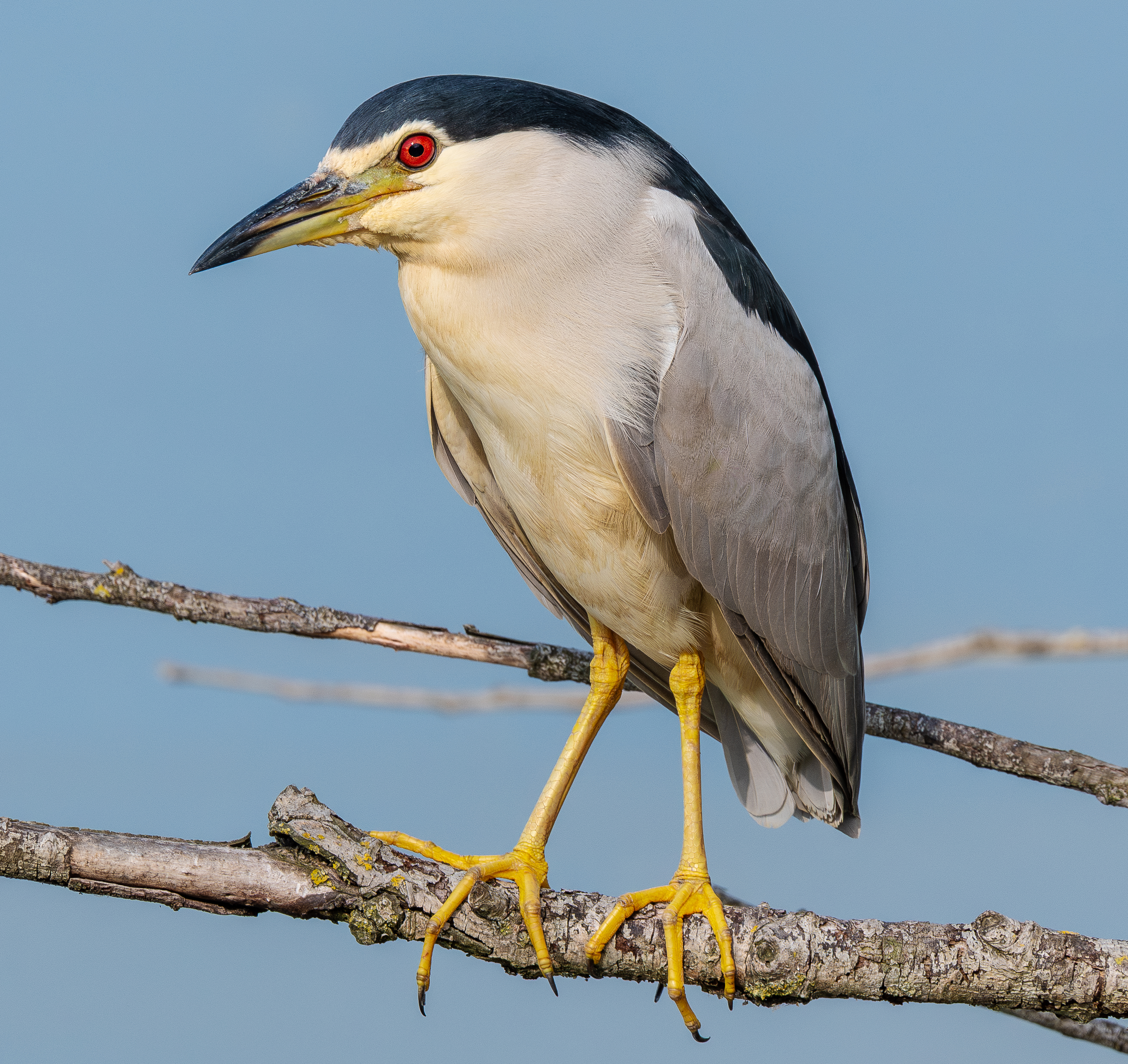

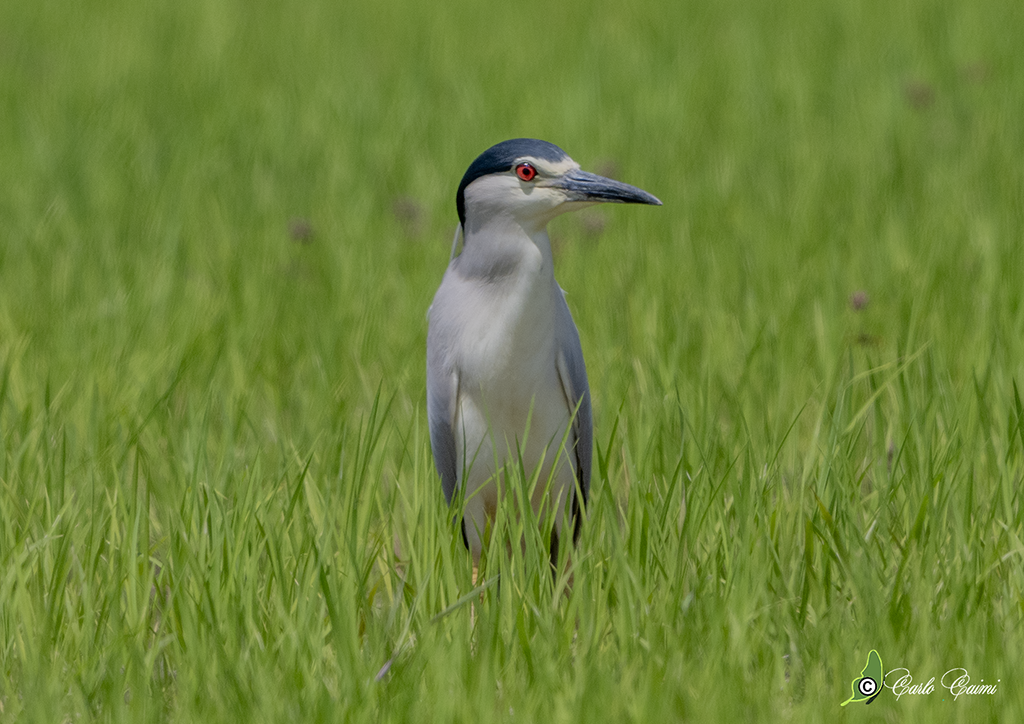
Nitticora (Nycticorax nycticorax) 2-Piemonte-Casalbeltrame (NO)